# Einsäulenpagode

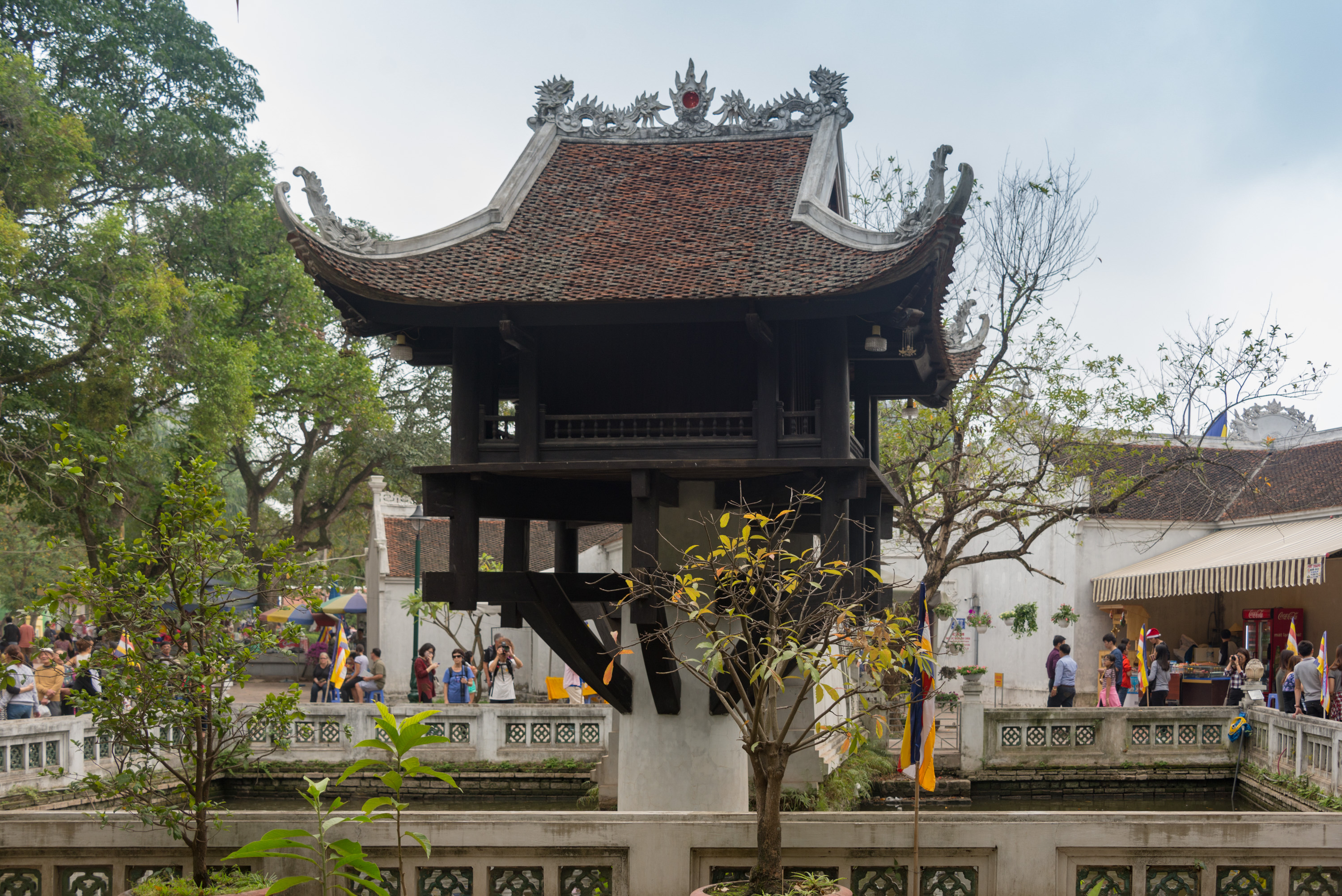
Die Einsäulenpagode (2016)

Die Einsäulenpagode (vietnamesisch Chùa Một Cột) oder auch „Ein-Pfahl-Pagode“ genannt, ist eine der ältesten Pagoden in Hanoi. Sie ist wegen ihrer außergewöhnlichen Bauweise ein Wahrzeichen der Stadt. Ursprünglich 1049 von König Lý Thái Tông als 3 m langer Holztempel auf einem Baumstamm erbaut, steht die Rekonstruktion der Pagode heute auf einem Betonsockel, der aus dem künstlich angelegten See ragt.

## Geschichte
Der Legende nach erschien dem kinderlosen König Lý Thái Tông im Traum die auf einer Lotusblüte sitzende Göttin der Barmherzigkeit, Quan Âm (auch Guanyin), und überreichte ihm einen Sohn. Als er kurze Zeit später tatsächlich Vater von Lý Nhật Tôn (späterer Herrschername Lý Thánh Tông) wurde, ließ er diese Pagode aus Dank in Form einer Lotusblüte erbauen. Nachdem sie mehrfach zerstört wurde, zuletzt von den Franzosen 1954, wurde der ursprüngliche Baumstamm, der durch Fäule nicht mehr gerettet werden konnte, durch eine Betonsäule ersetzt. Auf einem Betonpfeiler in der Mitte eines kleinen Sees ruht das Gebäude und ist über eine Treppe für die Gläubigen erreichbar.
Im Jahr 2014 wurde die Pagode restauriert und war während dieser Zeit nur bedingt zugänglich.